# Шпендовка
Шпендо́вка (укр. Шпендівка) — село, входит в Обуховский район Киевской области Украины.
Население по переписи 2001 года составляло 730 человек. Почтовый индекс — 09244. Телефонный код — 4573. Занимает площадь 3,86 км². Код КОАТУУ — 3222289001.

## Местный совет
09244, Киевская обл., Обуховский р-н, с.Шпендовка, ул.Центральная,7а

## История
В XIX веке село Шпендовка было в составе Винцентовской волости Васильковского уезда Киевской губернии. В селе была Богословская церковь. Священнослужители Богословской церкви:
- 1836 - священник Петр Петрович Грищинский
- 1849 - священник Андрей Молчановский